# A Pallas nagy lexikona

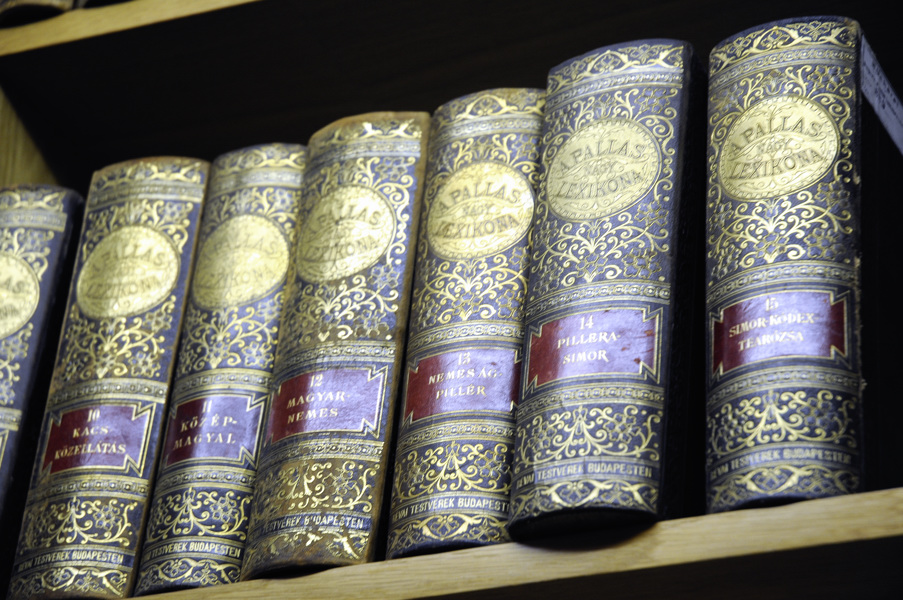
A Pallas nagy lexikona

A Pallas nagy lexikona (deutsch Das große Pallas-Lexikon) war die erste ungarische Enzyklopädie, die nicht auf einer Übersetzung aus einer anderen Sprache beruhte. Sie wurde von dem Verlag A Pallas Irodalmi és Nyomdai Rt. in den Jahren 1893 bis 1897 herausgegeben. Im Jahr 1900 erschienen zwei Ergänzungsbände. Die Enzyklopädie umfasste zu diesem Zeitpunkt 18 Bände mit über 150.000 Artikeln. An ihrer Erstellung waren mehr als 300 Autoren beteiligt.

## Autoren
Zu den Autoren zählten renommierte ungarische Wissenschaftler, von denen ein Teil Mitglied in der Ungarischen Akademie der Wissenschaften war. So haben neben anderen Bernát Alexander, Donát Bánki, Jenő Cholnoky, Károly Csemegi, Kornél Divald, Ignác Goldziher, Loránd Eötvös, József Kürschák, Henrik Marczali, Ferenc Nagy, László Négyesy, Gyula Pasteiner, Jenő Péterfi, József Szinnyei, Gusztáv Thirring und Ármin Vámbéry unter der redaktionellen Leitung von József Bokor an der Erstellung der Enzyklopädie mitgewirkt.

## Weitere Entwicklung
Im Jahr 1911 übernahmen Révai Testvérek Rt. das Lexikon und es erschien daraufhin unter dem Namen Révai nagy lexikona. Es erreichte in den 1920er und 1930er Jahren in Ungarn eine große Popularität. 1935 erschien die letzte Ausgabe der Enzyklopädie im Umfang von 21 Bänden.
1998 wurde das Lexikon durch die Arcanum Adatbázis Kft vollständig digitalisiert und auf CD-ROM verkauft. Die digitalisierten Artikel des Lexikons sind mittlerweile bei Magyar Elektronikus Könyvtár (MEK) im Internet frei abrufbar.